# جی مانچی
جی مانچی (انگلیسی: Ge Manqi؛ زادهٔ ۱۳ اکتبر ۱۹۹۷) ورزشکار دو و میدانی اهل چین است.
وی در مسابقات کشوری و بین‌المللی در مجموع برندهٔ ۱ مدال طلا شده‌است.